# Earl av Liverpool
Earl av Liverpool är en titel som har utdelats två gånger i brittisk historia.  Första gången var 1796 till förmån för Charles Jenkinson, som var Georg III:s gunstling. Han hade redan blivit Baron Hawkesbury 1786. Hans äldste son, den andre earlen, var Storbritanniens premiärminister från 1812 till 1827. Efter den tredje earlens död 1851 var denna linje utdöd på svärdssidan och titeln föll ur bruk. 
Earltiteln återupplivades 1905 för den liberale politikern Cecil Foljambe, som genom sin mor härstammade från familjen Jenkinson. Den nuvarande lord Liverpool, den femte earlen, är en av de nittio valda ärftliga pärer som sitter i överhuset efter genomdrivandet av House of Lords Act 1999 och han tillhör där det konservativa partiet. 

## Earler av Liverpool, första förläningen (1796)
- Charles Jenkinson, 1:e earl av Liverpool (1729–1808)
- Robert Jenkinson, 2:e earl av Liverpool (1770–1828)
- Charles Jenkinson, 3:e earl av Liverpool (1784–1851)

## Earler av Liverpool, andra förläningen (1905)
- Cecil Foljambe, 1:e earl av Liverpool (1846–1907)
- Arthur Foljambe, 2:e earl av Liverpool (1870–1941)
- Gerald Foljambe, 3:e earl av Liverpool (1878–1962)
- Robert Foljambe, 4:e earl av Liverpool (1887–1969)
- Edward Foljambe, 5:e earl av Liverpool (född 1944)